# Wzbogacanie (górnictwo)
Wzbogacanie – jedna z podstawowych operacji przeróbczych prowadzonych w zakładzie górniczym, stosowana w celu zwiększenia procentowej zawartości składników użytecznych w kopalinie.
Wzbogacanie polega na rozdziale nadawy na grupy ziaren o ściśle określonych właściwościach mineralogicznych. Wynikiem takiego rozdziału mogą być produkty:
- koncentrat
- produkt pośredni
- odpady

Proces wzbogacania można prowadzić w sposób:
- mechaniczny, który polega na wykorzystaniu odmiennych właściwości fizycznych składników kopaliny, np. odmienny kształt ziaren (wykorzystywane są ruszta sitowe lub przesiewacze), różny współczynnik tarcia względem określonej powierzchni (np. wzbogacalniki w postaci równi pochyłej), różna gęstość (w strumieniu cieczy lżejsze składniki unoszą się na powierzchni cieczy, cięższe opadają na dno), lub zwilżalność przez ciecze (czyli flotacja).
- chemiczny, który prowadzi do zmiany składu chemicznego kopaliny. Stosuje się procesy mokre lub wysoką temperaturę.

W praktyce wykorzystuje się:
- wzbogacanie w cieczach ciężkich
- wzbogacanie w hydrocyklonach
- wzbogacanie w osadzarkach
- wzbogacanie flotacyjne
- wzbogacanie we wzbogacalnikach strumieniowych
- rozmywanie
- wzbogacanie fluidyzacyjne
- wzbogacanie elektryczne
- wzbogacanie magnetyczne
- wzbogacanie ogniowe
- wzbogacanie powietrzne
- wzbogacanie metodami biologicznymi
- inne metody wzbogacania